# Jullianges
Jullianges település Franciaországban, Haute-Loire megyében. Lakosainak száma 434 fő (2022. január 1.). Jullianges Beaune-sur-Arzon, Bonneval, Craponne-sur-Arzon, Félines és Saint-Victor-sur-Arlanc községekkel határos.

## Népesség
A település népességének változása:
| Lakosok száma | 529  | 402  | 343  | 412  | 463  | 447  | 442  | 439  | 437  | 434  |
|               | 1968 | 1982 | 1990 | 2006 | 2013 | 2015 | 2017 | 2019 | 2020 | 2022 |